# Nou Partit Conservador (Letònia)
El Nou Partit Conservador (en letó: Jaunā konservatīvā partija, JKP), conegut com a Els Conservadors (Konservatīvie, K) entre febrer de 2022 i octubre de 2023, és un partit liberal-conservador de Letònia.
Es va formar al 17 de maig de 2014, sent escollit Jānis Bordāns com a líder a l'assemblea fundacional. Inicialment es va centrar en un discurs anticorrupció, i malgrat no va aconseguir representació a les eleccions del mateix any, el seu ràpid creixement va provocar que a les següents eleccions legislatives de 2018 aconseguís la tercera posició amb 16 escons.
Després d'uns resultats insatisfactoris a les eleccions europees del 2019 i a les eleccions letones del 2022, on van perdre tota representació, Bordāns va anunciar la seva retirada de la política i va ser substituït per l'exministre de Benestar Gatis Eglītis. A partir del 28 de setembre de 2024, el partit està liderat per Dagmāra Beitnere-Le Galla, l'exvicepresidenta de la Saeima.

## Resultats electorals

### Eleccions legislatives
| Any  | Líder         | Resultats | Resultats | Resultats | Resultats | Resultats | Pos. | Govern            |
| Any  | Líder         | Vots      | %         | ±         | Escons    | +/–       | Pos. | Govern            |
| ---- | ------------- | --------- | --------- | --------- | --------- | --------- | ---- | ----------------- |
| 2014 | Jānis Bordāns | 6,389     | 0.70      | Nou       | 0 / 100   | Nou       | 10è  | Extraparlamentari |
| 2018 | Jānis Bordāns | 114,694   | 13.67     | 12.97     | 16 / 100  | 16        | 3r   | Coalició          |
| 2022 | Jānis Bordāns | 28,270    | 3.13      | 10.54     | 0 / 100   | 16        | 13è  | Extraparlamentari |

### Parlament Europeu
| Any  | Líder          | Vots   | %          | Escons | +/– | Grup |
| ---- | -------------- | ------ | ---------- | ------ | --- | ---- |
| 2019 | Andis Kudors   | 20,595 | 4.38 (#8)  | 0 / 8  | Nou | –    |
| 2024 | Tālis Linkaits | 7,799  | 1.52 (#13) | 0 / 9  | =   | –    |